# Komiksová Kytice
Komiksová Kytice je ilustrované souborné vydání básnické sbírky Karla Jaromíra Erbena Kytice v modifikované, „hororové“ podobě z roku 2016. Publikace byla vydána v souvislosti s oslavou 205. výročí narození autora, přidržuje se původní koncepce sbírky a její součástí je i manuál pro čtení symboliky sbírky, jehož autorem je Jan Kajfosz. Vydavatelem publikace je vydavatelství Transmedialist.

## Původní sbírka

### Původní koncepce

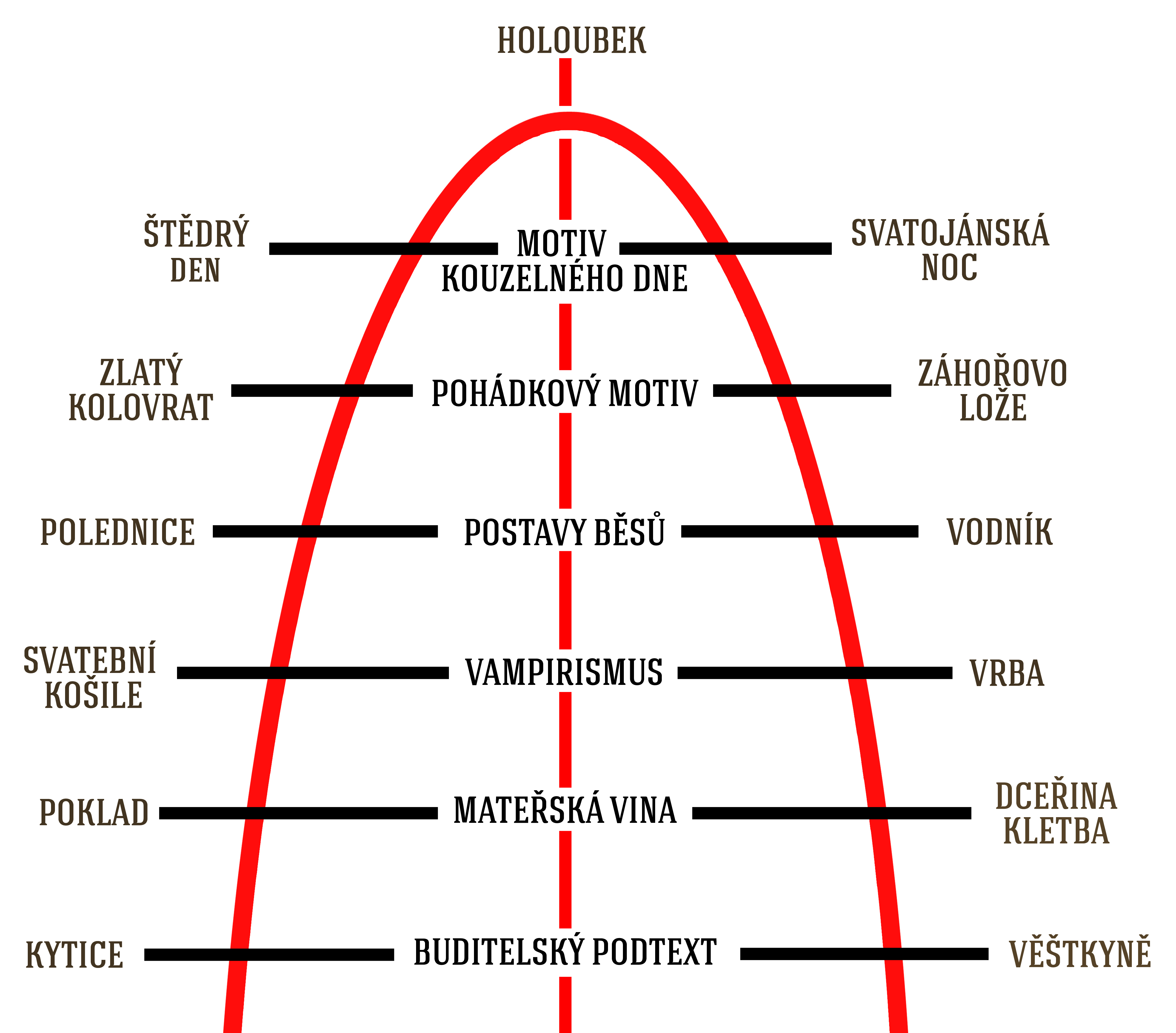
Osa ukazuje tematické dvojice písní a balad sbírky Kytice podle původní koncepce Karla Jaromíra Erbena..

Karel Jaromír Erben původně zamýšlel vydat Kytici v odlišné podobě. První polovinu měly tvořit balady starší, druhou půlku autor sestavil z novější tvorby. Obě tyto skupiny měly být uspořádány do tematických dvojic, které spojuje vždy identický motiv. Největší rozdíl oproti Kytici, jak ji známe je, že se v ní neobjevuje balada Lilie, ale místo ní je ve sbírce balada Svatojanská noc. Ta měla tvořit pár se Štědrým večerem a pozičně být na osmém místě. Erben ji nikdy nedokončil a později se k ní již nevrátil. Motivy jednotlivých dvojic básní podle původní koncepce jsou následující:
- Buditelský motiv: Kytice a Věštkyně
- Motiv mateřské viny: Poklad a Dceřina kletba
- Motiv vampirismu: Svatební košile a Vrba
- Postavy běsů: Polednice a Vodník
- Pohádkový motiv: Zlatý Kolovrat a Záhořovo lože
- Motiv kouzelných dnů: Štědrý den a Svatojanská noc
- Balada Holoubek odděluje starou tvorbu od nové a stojí ve středu sbírky

### Symbolika básní
Baladické děje všech básní sbírky vychází z konfliktů, ve kterých se člověk střetává s nadpřirozenými mocnostmi a silami. Toto střetnutí je vyprovokováno činem hlavní postavy balady, který pramení z dobré vůle nebo zloby a je v rozporu s tím, co je obvyklé nebo přirozené. Dějovým rozvíjením konfliktu a jeho vyústěním se potom vyjevuje platnost mravního řádu, který je stanovený v lidské společnosti a nemůže být bez trestu porušován. Činem hlavní postavy se také ukazuje síla osudového údělu, proti němuž je lidská síla nicotně bezmocná. Erben je představou sudby natolik učarován, že lásku a osud staví do jedné roviny, jsou pro něj totožné.

## Komiksová Kytice

### Veřejná sbírka
Vydavatelství pro podporu tisku prvního vydání uspořádala veřejnou sbírku na portálu Hithit. Na projekt přispělo 459 přispěvatelů a její organizátoři vybrali 115% cílové částky. Sbírka byla koncipovaná převážně jako forma předprodeje publikace.

### Svatojanská noc
Na rozdíl od ostatních vydání se zde nevyskytuje balada Lilie; místo ní je v publikaci obsažena balada Svatojanská noc. Ta se do sbírky nedostala, ačkoliv v původní koncepci s ní Karel Jaromír Erben počítal. Autor ji nestihl dokončit a později po vydání sbírky se k ní už nevrátil. Dochovaly se pouze fragmenty, které vyšly v publikaci Mateří doušky z roku 1969. Svatojanská noc měla v plánované osnově Kytice, kde (krom Holoubka stojícího ve středu) jsou všechny básně uspořádány do tematických dvojic, být v páru se Štědrým večerem a pozičně měla zaujímat osmé místo.

### Koncepce publikace
V původní sbírce jsou zastoupeny dvě písně (Kytice a Věštkyně), které uvádějí a uzavírají celé dílo. Vizuálně jsou zpracovány ve formě ilustrací. Oproti tomu 11 zbylých balad je ztvárněno v komiksovém zpracování a každou zpracoval jiný ilustrátor. Autoři námětu souborného díla chtěli pokračovat v Erbenově myšlence, podle které každá báseň reprezentuje jednu květinu z duše národa, které je potřeba sesbírat a dát na hrob matky vlasti. Při vizualizaci balad je v bublinách použita pouze přímá řeč. Zbývající text balad je zachycen v obrazech. To se netýká pouze přepisu textu básní, ale především symboliky, se kterou Erben pracoval. Interpretace souborného díla je rozšířena o přidané ilustrace i skryté symboly, které propojují jednotlivé příběhy. Na konci publikace se nachází nápovědu k pochopení symboliky a překlopení od Jana Kajfosze.
Texty jednotlivých básní v publikaci (mimo balady Svatojanská noc), byly připraveny podle kritického vydání původní sbírky, která vyšla v roce 1961 ve Státním nakladatelství literatury v Praze. Základem tohoto vydání byla editace Antonína Grunda a Rudolfa Skřečka, kterou vydala Národní knihovna v roce 1956. Báseň Svatojanská noc byla připravena podle prvního vydání sbírky Mateří douška, která vyšla v roce 1969 v nakladatelství Československý spisovatel v Praze.

### Ilustrátoři
Publikace se skládá ze 2 ilustrací (písně Kytice a Věštkyně) a 11 komiksových příběhů. Každou komiksovou baladu ilustroval odlišný ilustrátor. Díky tomu každý příběh může být zasazen v jiné době a zpracován v jiném žánru.
- Kytice – Delarock
Píseň
- Balada Poklad – Tomáš Motal
Časové zasazení a žánr: 19. století / alternativní 2. světová válka, psychologické drama
- Balada Svatební košile – Marco Turini
Časové zasazení a žánr: 1. polovina 20. století (1. světová válka), horor/thriller
- Balada Polednice – Vladimír Strejček
Časové zasazení a žánr: 19. století (steampunková Praha), mysteriózní thriller
- Balada Zlatý kolovrat – Jan Gruml
Časové zasazení a žánr: 2. stol. př. n. l. – 4. stol. n. l., temné fantasy / horor
- Balada Štědrý den – Marek Rubec
Časové zasazení a žánr: Přelom 19.–20. století – venkov, horor
- Balada Holoubek – Petr Holman
Časové zasazení a žánr: 30. léta 20. století (kubismus), noir
- Balada Svatojanská noc – Dominik Miklušák
Časové zasazení a žánr: Současnost / rok 1851, hororové fantasy
- Balada Záhořovo lože – Longiy
Časové zasazení a žánr: Alternativní budoucnost, postapokalyptické sci-fi
- Balada Vodník – Vojtěch Velický
Časové zasazení a žánr: 50. léta 20. století, horor / thriller
- Balada Vrba – Karel Cettl
Časové zasazení a žánr: Současnost, temné urban fantasy
- Balada Dceřina kletba – Kateřina Bažantová
Časové zasazení a žánr: Současnost, drama
- Věštkyně – Delarock
Píseň

## Přijetí kritikou
Kritika, která neměla reklamní charakter, přijala Komiksovou Kytici spíše s rozpaky. Zpravidla oceňovala nejen vydání komiksů s původním zněním Erbenových balad, ale také zveřejnění nedokončené balady Svatojanská noc. Kritici se shodli, že dílo může přiblížit původní sbírku Kytice mladé generaci.

Oproti tomu čtenáři publikaci přijali velmi pozitivně a dávají tomuto komiksovému zpracování vysoká hodnocení.